# Lockwood (Montana)
Lockwood è un census-designated place degli Stati Uniti d'America, nello stato del Montana, nella Contea di Yellowstone. Nel 2010 contava 6 797 abitanti.